# Ligier JS33
Chronologie des modèles (1989-1990)
Ligier JS31 Ligier JS35
La Ligier JS33 est la monoplace de Formule 1 engagée par l'écurie française Ligier dans le cadre du championnat du monde de Formule 1 1989. Elle est pilotée par les Français René Arnoux et Olivier Grouillard. En 1990, une version B est alignée en course et confiée à l'Italien Nicola Larini et au Français Philippe Alliot.

## Historique

### Saison 1989
En 1989, Ligier engage une JS33 peu innovante propulsée par un moteur V8 Ford-Cosworth. Le vétéran René Arnoux, qui effectue à 41 ans sa quatrième saison au sein de l'écurie française, est épaulé par le jeune Olivier Grouillard. Arnoux, pour sa dernière saison en Formule 1, échoue à se qualifier à sept reprises sur seize engagements, mais obtient le meilleur résultat de l'écurie cette saison au Grand Prix du Canada, où il termine cinquième,.
Olivier Grouillard domine son expérimenté coéquipier tout au long de la saison. Sa meilleure performance en qualification est une dixième place lors du Grand Prix de Saint-Marin. Il est cependant disqualifié de cette épreuve car ses mécaniciens ont réparé le carénage de sa voiture alors que la course est interrompue par un drapeau rouge. Grouillard ne marque qu'un seul point, lors du Grand Prix de France, où il termine sixième.
À l'issue du championnat, Ligier se classe quatorzième du championnat du monde des constructeurs, avec trois points. René Arnoux est vingt-quatrième du championnat du monde des pilotes avec deux points, et Olivier Grouillard se classe vingt-sixième, avec un point.

### Saison 1990
En 1990, Ligier ne réussit pas à attirer d'ingénieur réputé et doit se contenter d'aligner une version B de la JS33 de la saison précédente, confiée à Nicola Larini, en provenance de l'écurie italienne Osella, et à Philippe Alliot, transfuge de l'équipe Larrousse.
Si la JS33B est une monoplace très fiable, elle ne permet pas à ses pilotes d'inscrire le moindre point en course. Lors du Grand Prix des États-Unis, première manche de la saison, Philippe Alliot est exclu du Grand Prix à l'issue des qualifications : après avoir endommagé sa monoplace en tapant un rail de sécurité, un commissaire de course passe une sangle autour d'un bras de suspension de la JS33B pour la dégager. Comme cette sangle est totalement inutile, l'aérodynamicien Nick Wirth intervient en la coupant avec un couteau. Les commissaires de piste, croyant à l'attaque d'un forcené, le plaquent au sol. Finalement, le Français est exclu de l'épreuve pour avoir « bénéficié d'une aide extérieure pour se remettre en piste ».
À partir du Grand Prix d'Allemagne qui marque le début de la deuxième moitié du championnat, Ligier, qui est l'une des équipes les moins bien classées, doit passer l'écueil des préqualifications, une première depuis la naissance de l'écurie en 1976. Cette déconvenue est très mal vécue par Guy Ligier, le propriétaire et fondateur, de l'équipe, qui assimile cette situation à « un état de guerre ». Lors de cette course, Alliot part en tête-à-queue dès le premier tour. Aidé à repartir par les commissaires de piste, qu'il n'a pourtant pas sollicité. Cette aide extérieure lui vaut un drapeau noir, synonyme de disqualification, au treizième tour,.
Finalement, deux manches plus tard, en Belgique, la disparition d'Onyx Grand Prix permet à Ligier d'être dispensée de cette épreuve.

## Résultats en championnat du monde de Formule 1
| Saison | Écurie         | Moteur               | Pneus    | Pilotes            | Courses | Courses | Courses | Courses | Courses | Courses | Courses | Courses | Courses | Courses | Courses | Courses | Courses | Courses | Courses | Courses | Points inscrits | Classement |
| Saison | Écurie         | Moteur               | Pneus    | Pilotes            | 1       | 2       | 3       | 4       | 5       | 6       | 7       | 8       | 9       | 10      | 11      | 12      | 13      | 14      | 15      | 16      | Points inscrits | Classement |
| ------ | -------------- | -------------------- | -------- | ------------------ | ------- | ------- | ------- | ------- | ------- | ------- | ------- | ------- | ------- | ------- | ------- | ------- | ------- | ------- | ------- | ------- | --------------- | ---------- |
| 1989   | Ligier Loto    | Ford-Cosworth DFR V8 | Goddyear |                    | BRÉ     | SMR     | MON     | MEX     | USA     | CAN     | FRA     | GBR     | ALL     | HON     | BEL     | ITA     | POR     | ESP     | JAP     | AUS     | 3               | 14e        |
| 1989   | Ligier Loto    | Ford-Cosworth DFR V8 | Goddyear | René Arnoux        | Nq      | Nq      | 12e     | 14e     | Nq      | 5e      | Abd     | Nq      | 11e     | Nq      | Abd     | 9e      | 13e     | Nq      | Nq      | Abd     | 3               | 14e        |
| 1989   | Ligier Loto    | Ford-Cosworth DFR V8 | Goddyear | Olivier Grouillard | 9e      | Dsq     | Abd     | 8e      | Nq      | Nq      | 6e      | 7e      | Abd     | Nq      | 13e     | Abd     | Nq      | Abd     | Abd     | Abd     | 3               | 14e        |
| 1990   | Ligier Gitanes | Ford-Cosworth DFR V8 | Goddyear |                    | USA     | BRÉ     | SMR     | MON     | CAN     | MEX     | FRA     | GBR     | ALL     | HON     | BEL     | ITA     | POR     | ESP     | JAP     | AUS     | 0               | 11e        |
| 1990   | Ligier Gitanes | Ford-Cosworth DFR V8 | Goddyear | Nicola Larini      | Abd     | 11e     | 10e     | Abd     | Abd     | 16e     | 14e     | 10e     | 10e     | 11e     | 14e     | 11e     | 10e     | 7e      | 7e      | 10e     | 0               | 11e        |
| 1990   | Ligier Gitanes | Ford-Cosworth DFR V8 | Goddyear | Philippe Alliot    | Exc.    | 12e     | 9e      | Abd     | Abd     | 18e     | 9e      | 13e     | Dsq     | 14e     | Nq      | 13e     | Abd     | Abd     | 10e     | 11e     | 0               | 11e        |

Légende : ici 